# Rubén Herrera
Rubén Herrera Flores (Municipio de Villa de Cos, 10 de marzo de 1888 - Ciudad de México, 1 de octubre de 1933) fue un pintor mexicano, considerado uno de los principales impulsores del arte en el norte de México. 
A diferencia de otros pintores mexicanos de su época, Rubén Herrera fue academicista y se mantuvo alejado de las corrientes plásticas dominantes en México después de la revolución.  

## Primeros años
Nació en el Municipio de Villa de Cos, Zacatecas el 10 de marzo de 1888. Fue hijo de Perfecto Herrera Salazar, un trabajador de la minería, y de Salomé Flores. Pocos años después, su familia se traslada a la ciudad de Saltillo, capital de Coahuila. El traslado a Saltillo a muy temprana edad hizo que adoptara a esta ciudad como su ciudad natal.
Herrera inició sus estudios de primaria en la Escuela Nacional Número 1 en 1892 y en septiembre de 1901 ingresó al Ateneo Fuente donde conoció a Francisco Sánchez Urestii, maestro de dibujo, quien alientó su incursión en el arte.
En 1908, Urestii le solicitó a Miguel Cárdenas, gobernador del Estado de Coahuila entre 1894 y 1909, un apoyo económico para que Herrera continuara sus estudios artísticos en Europa.
En febrero de 1909, Herrera arribó a Genova y se trasladó a Roma. Por petición de Gonzalo A. Esteva, embajador de México en Italia, fue alumno del pintor catalán Antonio Fabrés, con quien inició su formación en Europa. Ingresó a la Academia de Bellas Artes de Francia y la Academia de San Lucas, donde es becado.

## Carrera
Tras el inicio de la revolución mexicana en 1910, a Herrera se le suspendió el apoyo económico por parte del Gobierno, por lo que comenzó a trabajar como retratista; el apoyo económico se reanudaría hasta 1917 por un breve tiempo. 
En 1913 terminó sus estudios en Roma y se dedicó al dibujo al aire libre. En sus últimos años en Roma, realizó pinturas de paisajes al óleo de la ciudad. 
En 1920, Herrera es llamado por el entonces presidente Venustiano Carranza para la realización de proyectos de obra pública en la Ciudad de México. Antes de su regreso a México, viajó a París donde realizó paisajes urbanos. Durante su regreso a América, se le notificó que el presidente había sido asesinado, por lo que se instala en Saltillo. El 20 de septiembre de 1920, fundó la Academia de Pintura de Saltillo, una de las primeras escuelas de arte en el norte de México, la cual dirigió hasta su clausura.
En 1922, Herrera realizó una exposición individual en la Ciudad de México, a la que asistió el presidente Álvaro Obregón en compañía de su gabinete.

## Últimos años y muerte
En 1930, Herrera recibió la Medalla de Oro de la Exposición Interamericana de Sevilla.  
En 1931, la Academia de Pintura de Saltillo es clausurada. En 1933, Herrera acepta un puesto en la Secretaría de Comunicaciones y Obras Públicas por lo que se muda a la Ciudad de México ese mismo año. 
Murió en la Ciudad de México el 1 de octubre de 1933. En 1940, su cuerpo fue trasladado a Saltillo y es sepultado en la Rotonda de los Coahuilenses Ilustres.

## Vida personal
El 25 de enero de 1920 contrajo matrimonio con Dora Scaccioni, también pintora. La ceremonia se celebró en el Capitolio Romano.  
El 26 de octubre de 1923 nació en Saltillo su primer hijo, Mario Felipe Herrera Scaccioni, quien sería un reconocido crítico de arte del país.
El 9 de junio de 1928 nació en Roma su segunda hija, María Romana Herrera Scaccioni.

## Legado
La Academia de Pintura de Saltillo contribuyó a la formación de una corriente artística en el sureste de Coahuila así como en el Noreste de México, formando a una generación de artistas, quienes a su vez formaron a nuevos discípulos. En 1929, un grupo de alumnos de la Academia de Pintura de Saltillo participó en la Exposición Interamericana de Sevilla en España. En 1938, la Academia de Rubén Herrera se convirtió en la Escuela de Artes Gráficas y en 1957 pasó a ser parte de la Universidad Autónoma de Coahuila. Actualmente, la escuela recibe el nombre de Escuela de Artes Plásticas Prof. Rubén Herrera, formando a profesionales en las licenciaturas de Diseño gráfico (desde 1994) y Artes plásticas (desde 2009).
El 8 de mayo de 1951, Miguel Santana, maestro de dibujo en el Ateneo Fuente, y exalumnos de Herrera fundaron La Sociedad de Artistas Coahuilenses. 
Se han realizaron varias exhibiciones de las obras del artista. En 1967, se inauguró en el Palacio de Bellas Artes (Ciudad de México) una retrospectiva conformada por 134 obras. En el 2010 algunas de sus obras fueron exhibidas en el Mexic-Arte Museum en Austin, Texas. 
El 20 de febrero de 1971, abrió en Saltillo el Museo Rubén Herrera, creado por Dora Scaccioni, María Herrera y Mario Herrera. El 30 de abril del 2002 se inauguró el actual Museo Rubén Herrera, ubicado en la zona cetro de la ciudad de Saltillo.
- Datos: Q89681610